# Tipacoque (ort)
Tipacoque är en ort i Colombia.   Den ligger i departementet Boyacá, i den centrala delen av landet, 250 km nordost om huvudstaden Bogotá. Tipacoque ligger 1 878 meter över havet och antalet invånare är 1 036.
Terrängen runt Tipacoque är bergig österut, men västerut är den kuperad. Runt Tipacoque är det ganska tätbefolkat, med 96 invånare per kvadratkilometer. Närmaste större samhälle är Soatá, 9,7 km söder om Tipacoque. Omgivningarna runt Tipacoque är en mosaik av jordbruksmark och naturlig växtlighet.